# PCC-778 속초
PCC-778 속초는 대한민국 해군이 운용하는 포항급 초계함 중 하나이다.